# فقعى
فَقْعَى (الاسم العلمي: Phaps)، جنس طير من الحماميات، أنواعه ثلاثة.
- فقعى شائعة, Phaps chalcoptera
- فقعى دغلية, Phaps elegans
- فقعى سربية, Phaps histrionica